# 船灣堆填區
船灣堆填區（英語：Shuen Wan Landfill）是香港一個已關閉的垃圾堆填區，位於大埔汀角路，毗鄰大埔工業邨，佔地約50公頃。
船灣堆填區於1973年啟用，並在1995年正式關閉。後於1997年進行修復工程，改作大埔船灣臨時高爾夫球練習場，於1999年4月19日啟用。
政府於2017年以此處土地換取沙羅洞一幅私人土地，預計於2023年完成建造為私營高爾夫球場。

## 設施
臨時高爾夫球場設有145條高爾夫球道、1個練習用三桿洞場、1所售買用品的店舖、停車場和更衣室。

## 鄰近
- 大埔東消防局

## 外部連結
- 在修復後的船灣堆填區闢設高爾夫球練習場 （页面存档备份，存于）